# Élections législatives indiennes de 1930
Des élections législatives ont lieu dans le Raj britannique en 1930 afin d'élire les membres de l'Assemblée législative centrale. Elles sont boycottées par le Congrès et marqué par l'apathie du public.

## Résultats
| Groupe                     | Sièges | Leader          |
| -------------------------- | ------ | --------------- |
| Nationalist Party          | 40     | Hari Singh Gour |
| Indépendants               | 30     | Abdur Rahim     |
| Partis mineurs             | 25     |                 |
| Européens                  | 9      | Leslie Hudson   |
| Total                      | 104    |                 |
| Source: Schwartzberg Atlas |        |                 |